# Sa Linnarta
Das Brunnenheiligtum (italienisch Pozzo sacro) von Sa Linnarta (auch Osana genannt) liegt zusammen mit den Resten einer großen Nuraghe und zweier Zisternen nördlich von Orosei in der Provinz Nuoro auf Sardinien, wo auch eine Reihe anderer Brunnenheiligtümer liegt.
In der Nähe der Nuraghe gibt es zwei Zisternen von etwa 10,0 × 6,0 m und 3,9 × 2,0 m. Der Platz wurde auch in der Römerzeit besiedelt. Reste von drei rechteckigen Räumen aus dieser Zeit wurden entdeckt. Knapp unterhalb kann man den heiligen Brunnen sehen.